# Светий Дух (Дравоград)
Светий Дух (словен. Sveti Duh) — поселення в общині Дравоград, Регіон Корошка, Словенія. Висота над рівнем моря: 820,5 м.